# Escadron de chasse 1/12 Cambrésis
L'escadron de chasse 1/12 Cambrésis était une unité de combat de l'Armée de l'air française. Elle était équipée de Mirage 2000C/RDI et installée sur la base aérienne 103 Cambrai-Épinoy. Ses avions portaient un code en 103-Yx. L'unité a été mise en sommeil le 30 mars 2012.

## Historique

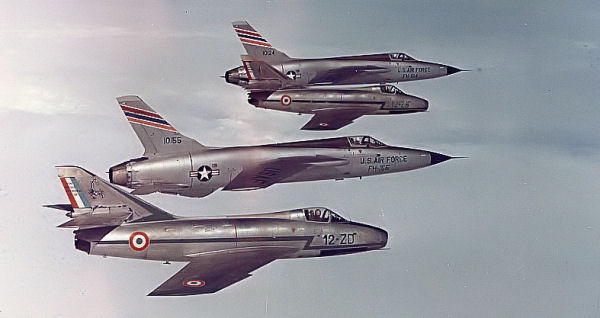
Deux Mystère IV de l'escadron 1/12 en formation avec 2 Republic F-105 Thunderchief de l'USAF en 1964.

L'EC 1/12 Cambrésis a été créé en mai 1952 sur la Base aérienne 118 Mont-de-Marsan et s'installe dès le mois de juillet suivant sur la base aérienne 103 Cambrai-Épinoy. Initialement équipée de MD 450 Ouragan, l'escadron passe sur Mystère IV en 1955 puis sur Super Mystère B2 en avril 1959. En 1960, elle devint l'une des unités fondatrices du NATO Tiger Association.
Après 17 ans sur SMB2, l'EC 1/12 est opérationnel sur Mirage F1C en janvier 1978. Il est engagé au Tchad dans le cadre des opérations Manta et Epervier. Lors de la guerre du Golfe (1990-1991), ses Mirage F1 sont déployés au Qatar.

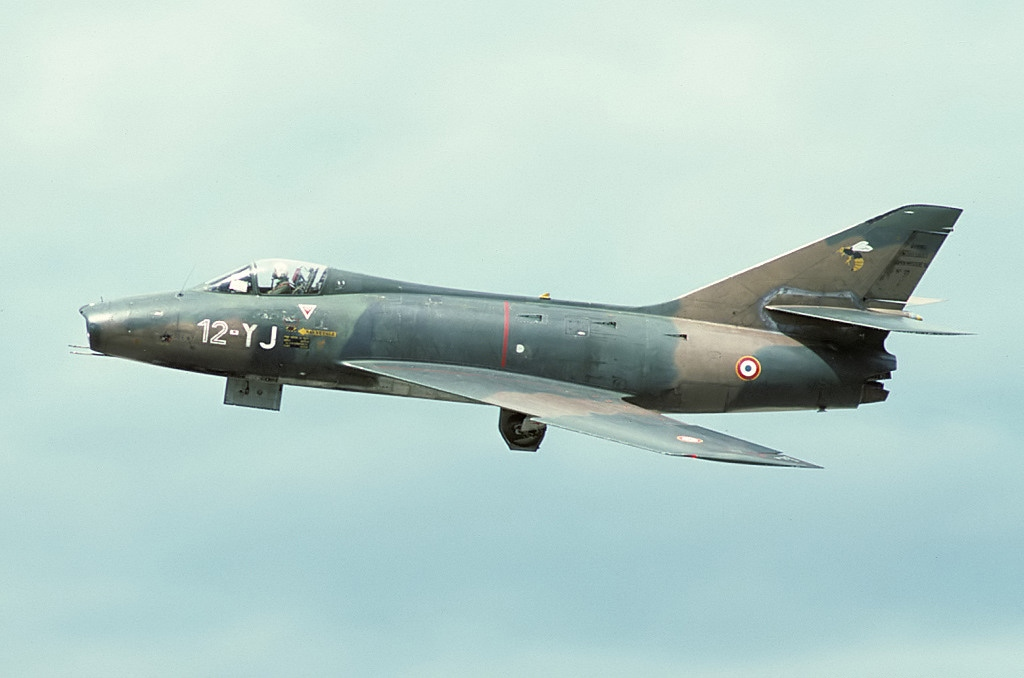
Super Mystère B2 de l'escadron de chasse 1/12 Cambrésis, SPA 89 Guêpe, en 1977.

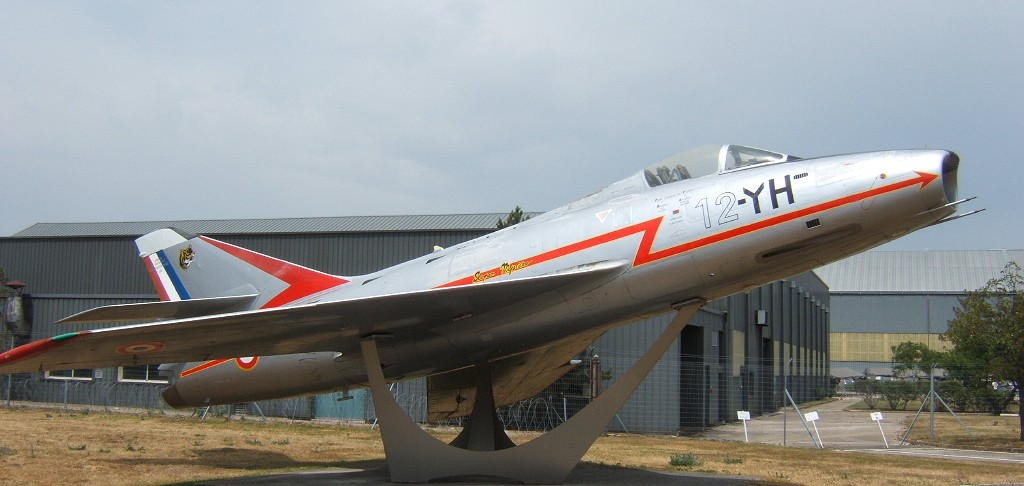
Super Mystère B2 aux couleurs du 1/12 Cambresis préservé à l'entrée de la base aérienne d'Ambérieu.

Un Mirage 2000B de l'EC 1/12 Cambresis lors d'un meeting aérien.

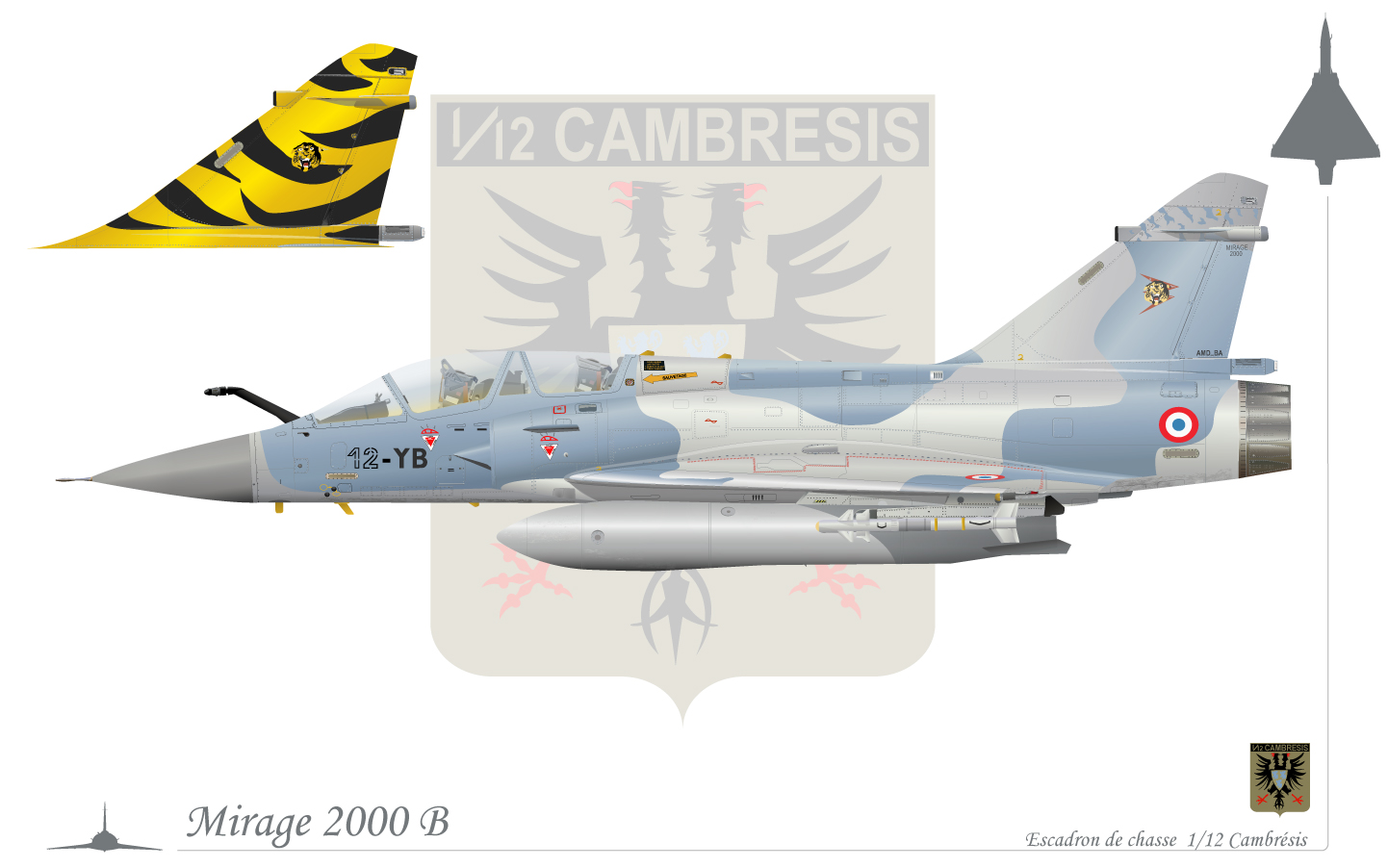
Mirage 2000 B « escadron Cambresis ».

L'escadron est transformé sur Mirage 2000 au début des années 1990, étant déclaré opérationnel sur cet avion en juillet 1992. Les déploiements extérieurs se poursuivent, notamment pour faire respecter les interdictions de survol en Irak et en Bosnie. En septembre 1996, l'EC 1/12 reçoit une troisième escadrille qui reprend les traditions du SPA 166. Le 11 juin 2010, lors du 92e anniversaire de la Spa 162 du Cambresis, l'EC 1/12 est de retour au Tchad avec l'Escadron de chasse 2/5 Île-de-France. Ils remplacent ainsi les derniers Mirage F1 restants sur le continent africain.
En 2011, des Mirage 2000-RDI de l'escadron participent, avec d'autres appareils de la base aérienne d'Orange, à la mission de police du ciel Baltic 2011 en Lituanie.
Il est mis en sommeil le 30 mars 2012, son effectif est alors de 10 Mirage 2000C et de 19 pilotes.

## Escadrilles
- SPA 162 Tigre (transféré au 1/7 Provence, puis au 3/30 Lorraine)

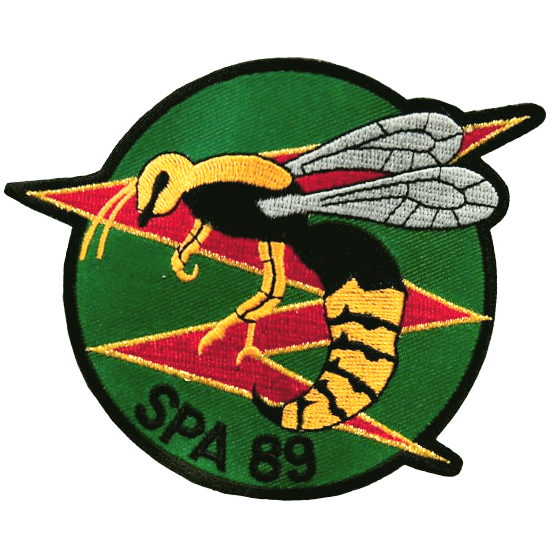
SPA 89 Guêpe

- SPA 89 Guêpe
- SPA 166 Aigle Noir (depuis 1996)

## Bases
- Base aérienne 103 Cambrai-Épinoy

## Appareils
- Dassault Ouragan (1952-1955)
- Dassault Mystère IV (1955-1959)
- Dassault Super Mystère B2 (1959-1978)
- Dassault Mirage F1 (1978-1994)
- Dassault Mirage 2000C/RDI (1992-2012)

## Culture populaire
Dans les albums Le Vol 501 et Taïaut sur bandits! de la série de bande dessinée Les Aventures de Tanguy et Laverdure, les héros effectuent une mission au-dessus de la Guyane à bord de Mirage 2000C de l'EC 1/12 Cambrésis.